# Vovčansk
Vovčansk (ukrajinski Вовчанськ) grad je u istočnoj Ukrajini i do srpnja 2020. bio je administrativno središte istoimenog Vovčanskog okruga na sjeveru Harkivske oblasti s oko 17,459 stanovnika (2022.) Grad je većim dijelom uništen 2024. kao rezultat Rusko-ukrajinskog rata.
Leži na objema obalama rijeke Vovča, koja se ulijeva u Sjeverni Donjec neposredno iza grada. Grad se nalazi izravno na ukrajinsko-ruskoj granici oko 75 km sjeveroistočno od središta oblasti Harkiv i ima željezničku stanicu na željezničkoj pruzi Belgorod-Kupjansk (dio željezničke pruge Sumi-Horlivka). Kroz grad prolazi teritorijalna cesta T-21-04.
Mjesto se prvi put pisano spominje 1688. godine pod imenom Vovči Vodi (ukrajinski: Вовчі Води) i bilo je jedno od prvih naselja u regiji Sloboda Ukrajine. Godine 1780., kao rezultat upravne reforme, mjesto dobiva status grada i današnji naziv. U 19. stoljeću grad je bio administrativno središte Vovčanskog ujezda u Harkovskoj guberniji. Grad su okupirale trupe Wehrmachta 10. lipnja 1942., a ponovo su ga zauzele trupe Crvene armije u kolovozu 1943. godine.
Dana 24. veljače 2022. ruske oružane snage započele su rat protiv Ukrajine po zapovijedi predsjednika Putina. Zauzeli su Vovčansk 24. veljače 2022. Ukrajinske snage ponovno su zauzele Vovčansk 11. rujna 2022. tijekom ukrajinske protuofenzive u regiji Harkiv. Krajem travnja 2024. u njemu je živjelo oko 3500 ljudi. Kada je 10. svibnja 2024. započeo još jedan ruski napad na grad, gotovo cijelo stanovništvo evakuirano je u roku od tjedan dana. Od 10. svibnja 2024. grad je bio jedna od žarišnih točaka ruske ofenzive na Harkiv. Dana 18. svibnja 2024. grad je većim dijelom uništen upotrebom kliznih bombi i granata, ali nije osvojen. Tada je u gradu bilo manje od stotinu stanovnika. Većina njih bili su stari ljudi koji nisu željeli otići.